# أمراء لادق

إقليم بيليك عند تأسيسه

أمراء لادق وهم أحد أمراء الأناضول ضمن الفترة الثانية خلال انحلال دولة سلاجقة الروم. تعود أصولهم إلى قبائل الغز التركيين. كانت عاصمتهم دينيزلي وقد اشتق اسمهم من لاوديكيا.
بقي اسم سنجق لادق يطلق على مدينة دينيزلي حتى السنوات الأولى لقيام الجمهورية التركية

## قائمة الحكام
| التاريخ   | اسم الحاكم                        |
| --------- | --------------------------------- |
| 1261-1262 | محمد (تعود أصوله إلى بني كرمايان) |
| 1262-1332 | علي بن محمد                       |
| 1332-1335 | إنانتش بن علي                     |
| 1335-1362 | مراد أرسلان بن إنانتش             |
| 1362-1368 | عشق بن مراد                       |